# Tanacetum albanicum
Tanacetum albanicum là một loài thực vật có hoa trong họ Cúc. Loài này được (Markgr.) miêu tả khoa học đầu tiên.